# Thomas Lemke

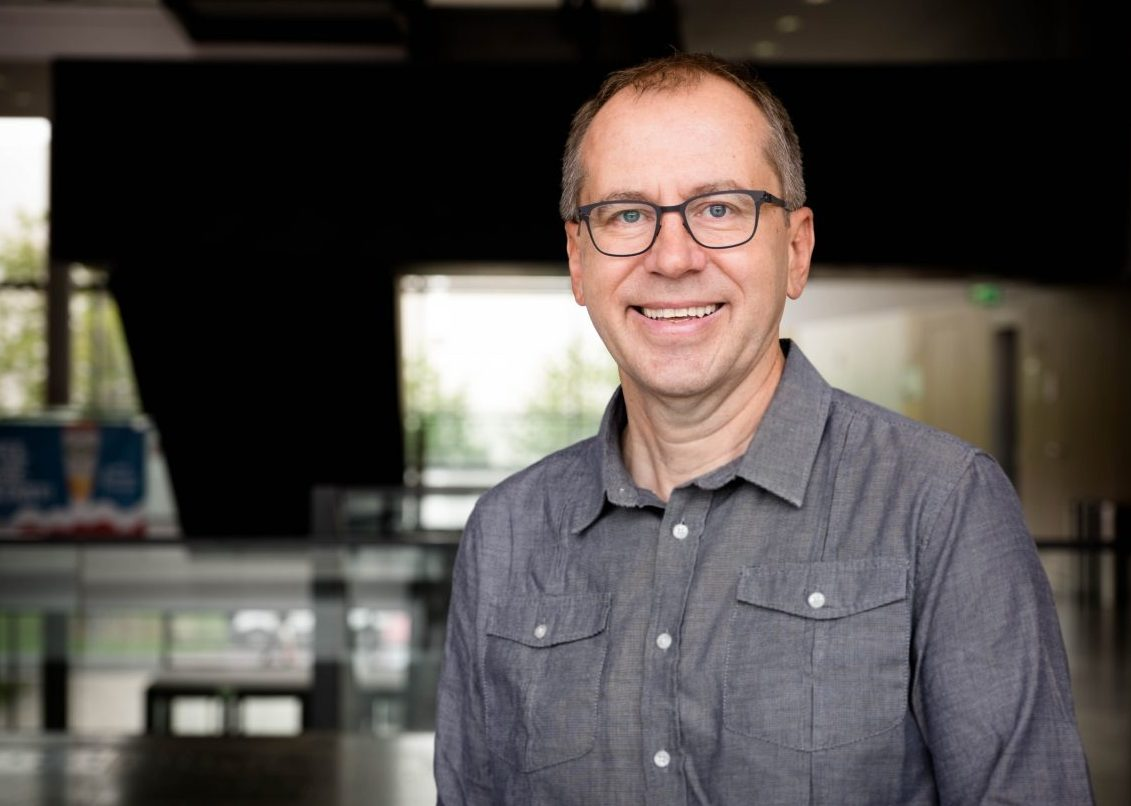
Thomas Lemke in 2019

Thomas Lemke (Bad Lauterberg im Harz, 24 september 1963) is een Duits socioloog.
Lemke is bekend van zijn studies naar het werk van Michel Foucault en zijn onderzoek naar biopolitiek en bestuurlijkheid. Hij is hoogleraar sociologie aan de faculteit der sociale wetenschappen van de Goethe Universiteit Frankfurt.